# Werner Katzengruber
Werner Katzengruber (* 13. Juli 1963 in Hall in Tirol) ist ein österreichischer Sachbuchautor, Kommunikationsberater, Verhaltenstrainer und Coach.

## Leben und Werdegang
Werner Katzengruber lernte als Schüler Schlagzeug und Bass spielen. Auf Vermittlung seines Schlagzeuglehrers wurde er als Gaststudent am Konservatorium zugelassen und erhielt 1982 ein Diplom als Bassist. Danach ging er mit einer Band auf Tour und betätigte sich auch journalistisch; er schrieb unter anderem Beiträge für das österreichische Lifestyle-Magazin Wiener und für verschiedene Musikzeitschriften. Seinen Zivildienst absolvierte er Anfang der 1980er-Jahre in einer Lebenshilfe-Betreuungsstätte für Schwerbehinderte. Um sich das Geld für ein anschließendes Studium zu verdienen, jobbte er in der Musikbranche und gründete ein Beratungsunternehmen sowie einen Musikverlag, den er nach einem Jahr wieder verkaufte.
Ab 1983 studierte Katzengruber in Deutschland, den USA und der Schweiz Psychologie mit dem Schwerpunkt Kommunikationspsychologie. Anschließend belegte er einen Bildungsgang mit dem Schwerpunkt Medienmarketing an der Bayerischen Akademie für Werbung und Marketing (BAW) in München, den er als Medienmarketingfachwirt (BAW) abschloss. Daneben absolvierte er von 1985 bis 1989 in den USA und der Schweiz eine „Ausbildung zum systemischen Coach“.
Außerdem befasste Katzengruber sich weiterhin mit Musik; unter anderem schrieb er vier Musiklehrbücher für Bass, Gitarre, Keyboard und Schlagzeug, die 1989 im Münchener Signum-Medien-Verlag veröffentlicht wurden und teils seitdem in mehreren Auflagen erschienen sind, und verfasste gemeinsam mit Peter Myrda ein Lexikon über populäre Musik, das 1991 im Münchener Compact-Verlag herauskam.
Seit 1994 ist Katzengruber als Kommunikationsberater und Verhaltenstrainer sowie als Personality-Coach für Unternehmen und Einzelpersonen tätig. 1998 gründete er zusammen mit Thomas Ebrahim die Raycon Consulting Group, deren Geschäftsführer Deutschland er von 1998 bis 2010 war und die inzwischen als Raycon International mit Sitz in Oberhaching firmiert. Im selben Jahr begann Katzengruber eine Ausbildung zum Profiler. Seit 2004 unterrichtet Katzengruber an der Steinbeis-Hochschule Berlin in den Bereichen Sales Management, Verhandlungsführung sowie Präsentation und Rhetorik sowie am Stuttgart Institute of Management and Technology. 2006 gründete er die Verlags- und Produktionsgesellschaft myvolutionmedia mit Sitz in Berlin, die sich mit der Entwicklung und Produktion filmbasierter, interaktiver Medien befasst. 2009 gründete Katzengruber die Unternehmensberatung KHD – Katzengruber Human Development Group GmbH mit Sitz in Starnberg.
Sein Hauptaugenmerk richtet Katzengruber auf die strategische Personalentwicklung in Verbindung mit Organisationsentwicklung im Rahmen einer ganzheitlichen Unternehmensstrategie.
Zudem veröffentlichte Katzengruber mehrere Sachbücher rund um die Themen Psychologie, Führung, Verkauf und Erfolg.
Durch seine Präsenz in Massenmedien wurde Katzengruber einem größeren Publikum als Kommunikationsberater und Coach bekannt. Unter anderem hatte er Auftritte in Rundfunk- und Fernsehsendungen wie bei Bayern 3, beim ZDF, bei ProSieben sowie bei RTL II und es gab Berichterstattungen von ihm bzw. über ihn in Printmedien wie im Tagesspiegel, in der Main-Post, im Hamburger Abendblatt.
Werner Katzengruber lebt in Dießen am Ammersee.

## Veröffentlichungen (Auswahl)
Sachbücher
- Bass-Schule für Anfänger und Fortgeschrittene. Signum-Medien-Verlag, München 1989, ISBN 3-924767-36-X.
- Gitarren-Schule I. Mit Harmonielehre, Blattspiel, Instrumentaltechnik und vielen Tips. Signum-Medien-Verlag, München 1989, ISBN 3-924767-37-8.
- Musik zum Nachschlagen. Die wichtigsten Fachbegriffe, Stilrichtungen, Persönlichkeiten von A – Z. Compact-Verlag, München 1991 (= Compact Grundwissen), ISBN 3-8174-3571-1. (Mit: Peter Myrda)
- Keyboard-Schule I. Mit Harmonielehre, Blattspiel, Instrumentaltechnik und vielen Tips. 2. Aufl., Signum-Medien-Verlag, München 1992, ISBN 3-924767-40-8.
- Schlagzeug-Schule I. Mit vielen Etüden und praktischen Tips. 10. Aufl., Signum-Medien-Verlag, München 1994, ISBN 3-924767-42-4.
- Key-Account-Management für Energieversorger. VWEW Energieverlag, Frankfurt am Main 2000, ISBN 3-8022-0602-9.
- Die neuen Verkäufer. Strategien für die Zukunft. 2. Aufl., Wiley-VCH Verlag, Weinheim 2006, ISBN 978-3-527-50211-0; als Taschenbuchausgabe/Medienkombination mit CD-ROM: 4. Aufl., Wiley-VCH Verlag, Weinheim 2008, ISBN 978-3-527-50436-7. (Als Digitalisat auszugsweise bei Google Book Search online frei verfügbar)
- Einfach erfolgreich. Die Roadmap-Strategie. Das Erfolgsprogramm in 7 Schritten. 1. Aufl., Gräfe und Unzer, München 2008, ISBN 978-3-8338-1134-0. (Als Digitalisat auszugsweise bei Google Book Search online frei verfügbar; 2008 auch als DVD erschienen)
- Lead: Mythos Führungskraft. 1. Aufl., Wiley-VCH Verlag, Weinheim 2010, ISBN 978-3527505500. (Als Lead: Mythos Führungskraft auszugsweise bei Google Book Search online frei verfügbar;)
- Sales 4.0, gemeinsam mit Andreas Pförtner, 3. Aufl., Wiley-VCH Verlag, Weinheim 2017, ISBN 978-3-527-50912-6
- Das kundenzentrierte Unternehmen, gemeinsam mit Dirk Johannsen, 1. Aufl., Wiley-VCH Verlag, Weinheim, 2021, ISBN 978-3-527-51089-4

Audiovisuelle Medien
- Top Selling Professional. Die Psychologie des Verhandelns. myvolutionmedia, Berlin 2007. (DVD)
- Top Selling Professional. Das Verkaufs-Coaching der nächsten Generation. myvolutionmedia, Berlin 2007. (DVD)
- Top Selling Professional. Das Erfolgssystem für Verkäufer. myvolutionmedia, Berlin 2008. (DVD)